# Hänghuvudet
Hänghuvudet är ett naturreservat i Bodens kommun i Norrbottens län.
Området är naturskyddat sedan 2010 och är 1,4 kvadratkilometer stort. Reservatet omfattar nordostsluttningen av Hänghuvudet. Reservatet består främst av granskog. 